# Ekologia człowieka
Ekologia człowieka (ang. human ecology) – dziedzina nauki, zajmująca się człowiekiem i jego otoczeniem.
Ekologia człowieka ma na celu badanie jednostki gatunku człowiek rozumny (Homo sapiens) jako podmiotu szeregu procesów na poziomie biologicznym (gatunkowym, środowiskowym) oraz sztucznym (wytworzonym przez samego człowieka: kultura, struktura społeczna, przekształcone elementy otoczenia) – przyroda + kultura + człowiek. Zdaniem badaczy nie można uzyskać pełnego obrazu człowieka rozumnego bez badania jego otoczenia. Ponieważ sprowadzanie ekologii człowieka jedynie do sfery biologicznej daje obraz niepełny, dziedzina ta nawiązuje do innych dyscyplin, takich jak: geologia, geografia, mikrobiologia, botanika, zoologia, genetyka, systematyka, antropologia, psychologia, etnologia, socjologia, ekonomia czy polityka.
W ramach ekologii człowieka wyróżnia się autekologię człowieka i synekologię człowieka.